# 豊ジャンクション

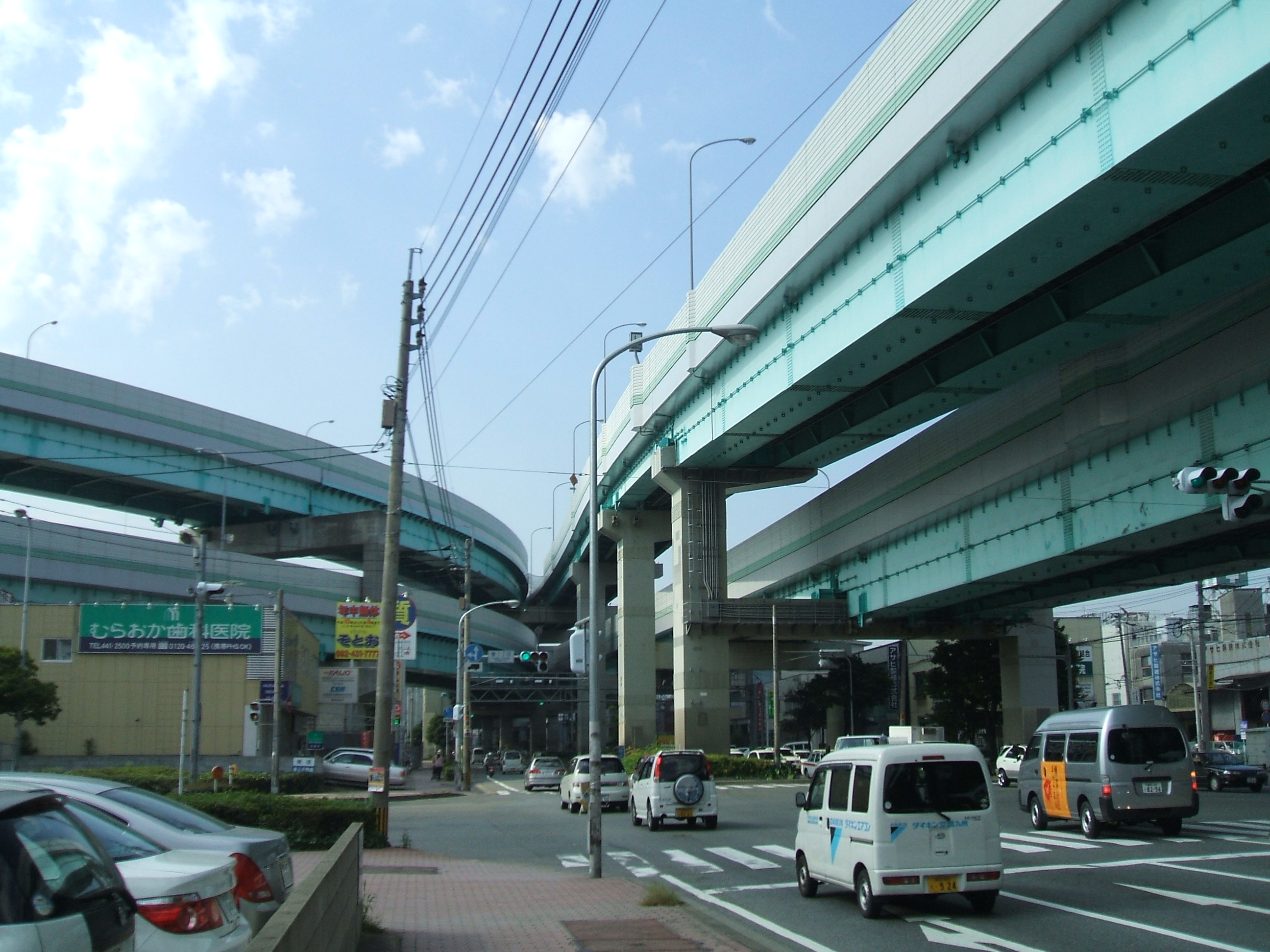
東側より撮影。
手前が3号空港線福岡空港方面
奥が環状線博多駅方面
左が環状線月隈方面

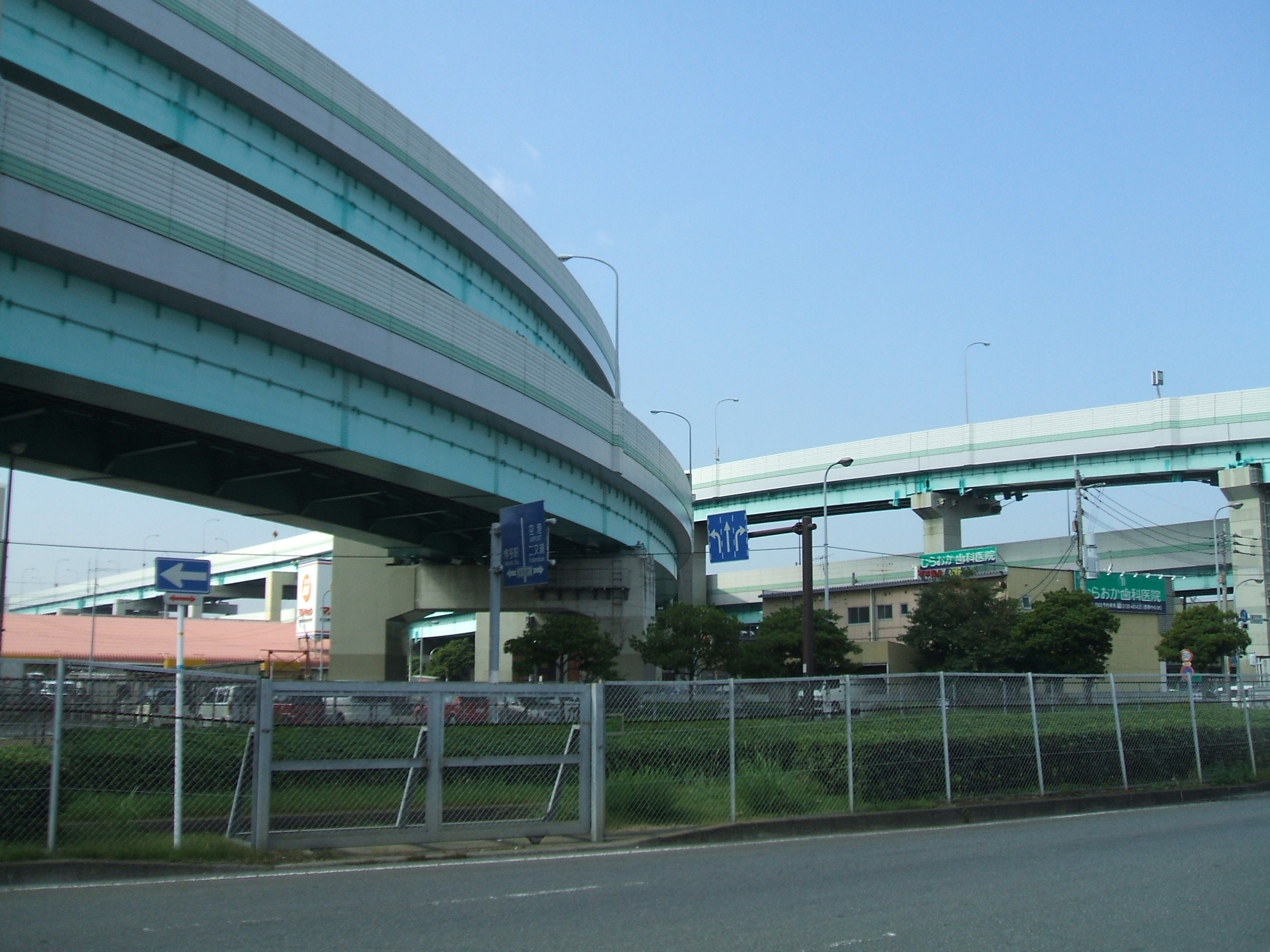
南東側より撮影。
手前が環状線月隈方面
右が3号空港線福岡空港方面
左奥が環状線博多駅方面

豊ジャンクション（ゆたかジャンクション）は、福岡県福岡市博多区にある福岡高速道路環状線と3号空港線を結ぶジャンクション。

## 概要
月隈JCT方面から空港通出入口方面、および空港通出入口方面から月隈JCT方面へ行くことが出来ないハーフJCTである。また、道路上の標識では、「豊JCT」の案内はなく、直接3号空港線の先にある「空港通出口」として案内されている。
2021年度より、3号空港線の延伸事業と合わせてフルジャンクション化が進められている。

## 接続している道路
- 福岡高速環状線
- 福岡高速3号空港線

## 隣
福岡高速環状線
(203) 博多駅東出入口 - 豊JCT - (204) 榎田出入口
福岡高速3号空港線
豊JCT - (301) 空港通出入口